# 张曙光 (诗人)
张曙光（1956年—），黑龙江望奎人，中國诗人、翻譯家，毕业于黑龙江大学，任黑龙江大学教授。
著有诗集《小丑的花格外衣》、《雪或者其它》，译有诗集《切‧米沃什诗选》（1980年諾貝爾文學獎得主）等。张曙光用3年多的时间翻译但丁《神曲》，尽量再现原诗的风貌，是最新的漢語全譯本。